# Kloster Hohenburg

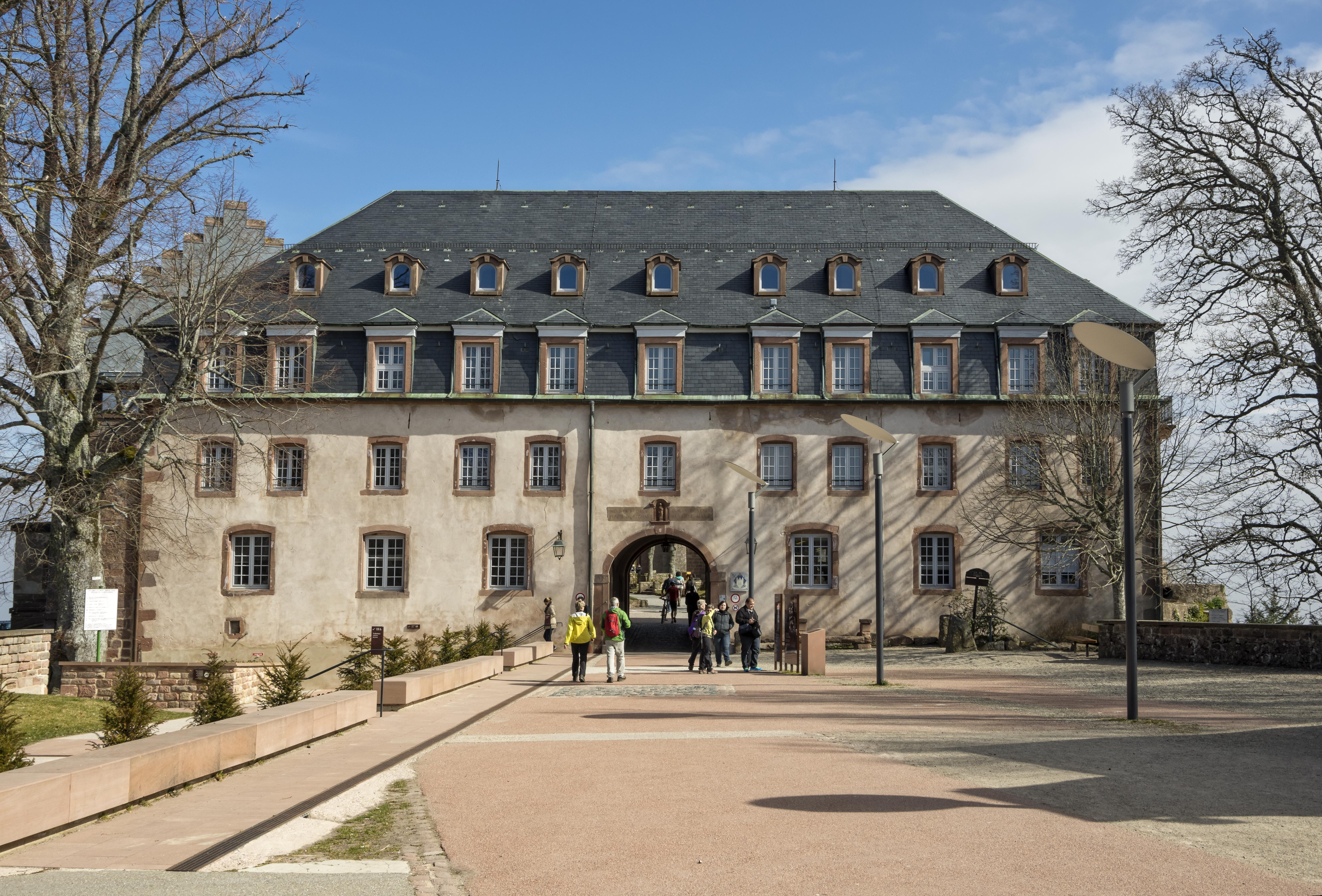
Empfangsgebäude des Klosterkomplexes

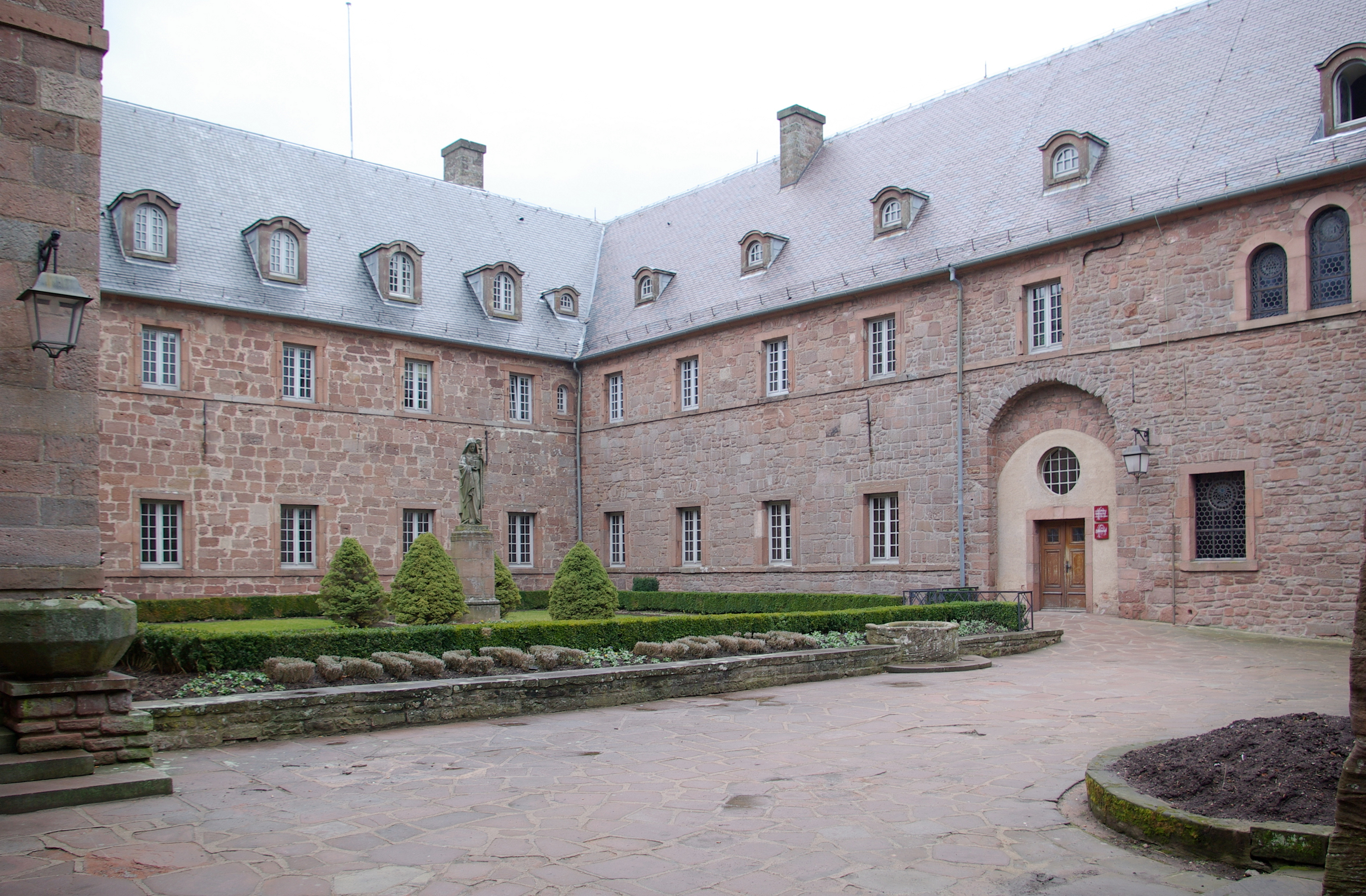
Klosterinnenhof

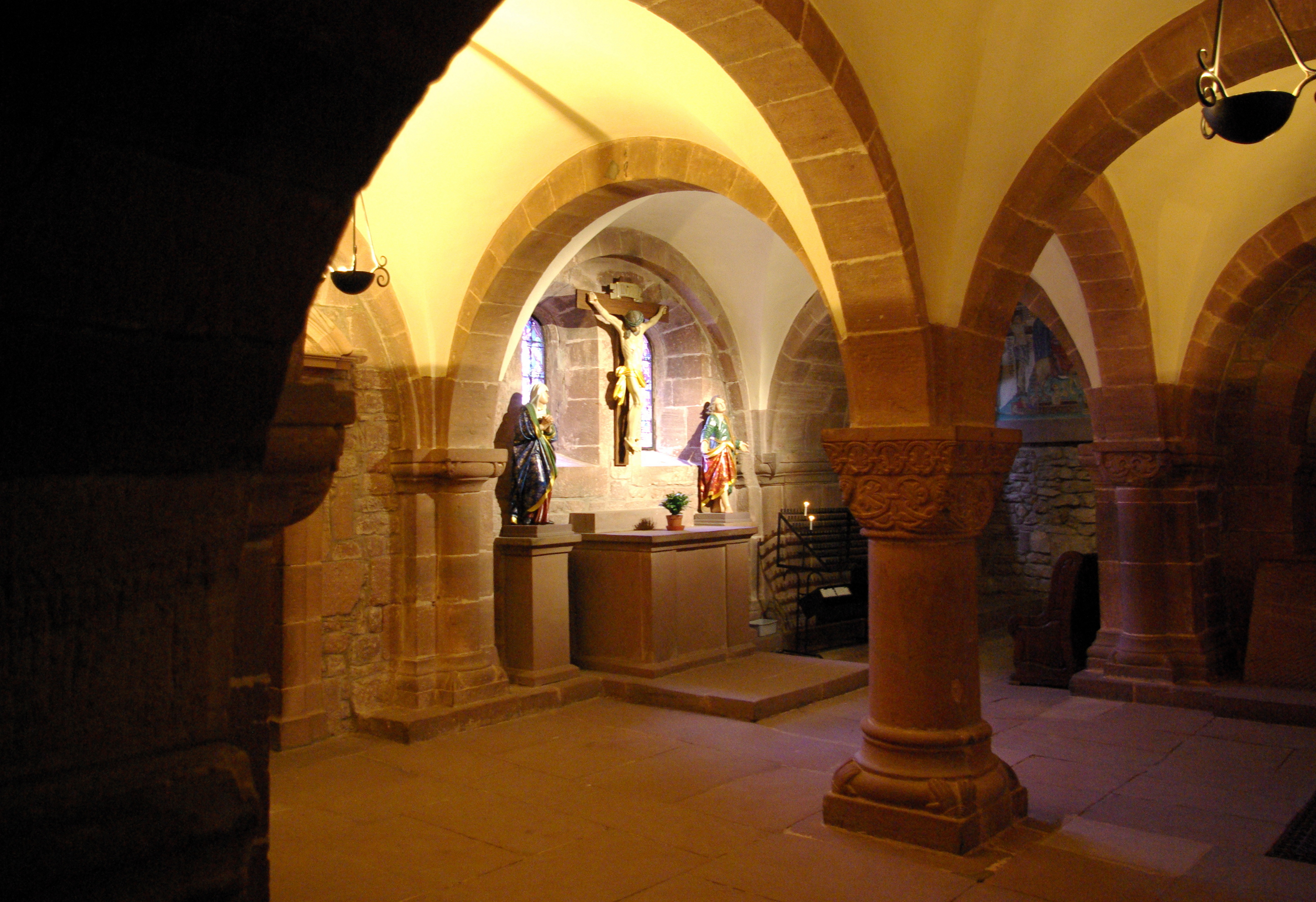
Kreuzkapelle

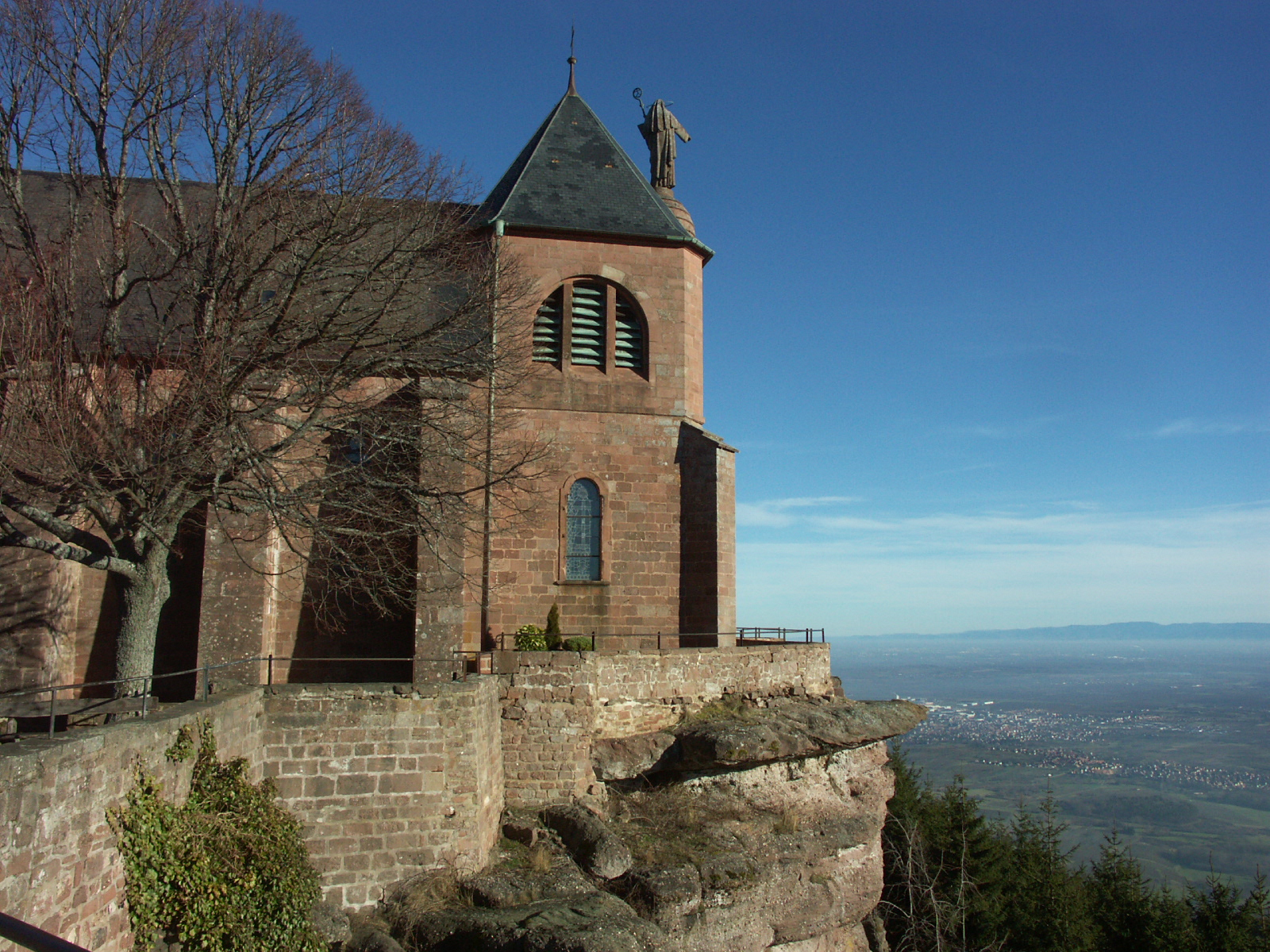
Außenansicht der Kirche

Das Kloster Hohenburg befindet sich über der Oberrheinebene auf dem Odilienberg (auch St. Odilienberg, französisch Mont Sainte-Odile) im Elsass in der Nähe der Ortschaften Obernai und Barr (Département Bas-Rhin) am Ostrand der Vogesen auf einer Höhe von 763 m.

## Geschichte
Das Kloster wurde um 690 von Odilia, einer Tochter des fränkischen Herzogs Eticho, in der Hohenburg errichtet, die ihr von ihrem Vater zu diesem Zweck überlassen worden war. Der Ort wurde bis ins Mittelalter als Frauenkloster genutzt und später nach der heiligen Odilia, der Klostergründerin und Schutzpatronin des Elsass, benannt.
Eine bekannte Äbtissin war Richlint. Richlints auch von ihr ausgebildete Nachfolgerin Herrad von Landsberg († 1195) verfasste dort die künstlerisch wertvolle christliche Enzyklopädie Hortus Deliciarum. Prämonstratenser-Chorherren führten das Haus weiter, nachdem es mit der Zeit verwaist war und bauten es zu einem Wallfahrtsort auf.
Nach der französischen Revolution schwer beschädigt wurde das Kloster 1853 vom Bischof von Straßburg Andreas Räß zurückgekauft und die Wallfahrt wieder belebt.
Der Odilienberg ist heute der bedeutendste Wallfahrtsort im Elsass. Das Kloster führt kirchliche Seminare durch und unterhält einen Hotelbetrieb.

## Kirche
Der Bau der heute erhaltenen Konventkirche Unserer Liebe Frau vom Odilienberg mit dem Patrozinium Mariä Himmelfahrt wurde 1687 auf den Fundamenten der Vorgängerkirche begonnen und nach fünf Jahren vollendet. 1774 erhielt sie einen Marmoraltar und Bodenplatten aus Marmor. Die Kirche wurde 2006 durch Papst Benedikt XVI. zur Basilica minor erhoben.
Das Glockengeläut auf dem Odilienberg besteht aus fünf Glocken, die alle 1924 von der Gießerei Causard aus Colmar gegossen wurden.
| Glocke | Name              | Durchmesser | Gewicht | Schlagton |
| ------ | ----------------- | ----------- | ------- | --------- |
| 1      | Sainte-Odile      | 1970 mm     | 5004 kg | A°        |
| 2      | Saint-Léon IX     | 1439 mm     | 1850 kg | d′        |
| 3      | Saint-Eugénie     | 1221 mm     | 1150 kg | f′        |
| 4      | Sainte-Attale     | 1065 mm     | 0760 kg | g′        |
| 5      | Sainte-Gundelinde | 0945 mm     | 0575 kg | a′        |

## Anlage
Von der im 12. Jahrhundert neu errichteten romanischen Klosteranlage haben sich nur wenige Reste erhalten. Das Kloster wurde durch verschiedene Plünderungen und in Folge von Waldbränden über die Jahrhunderte wiederholt zerstört. Zu den erhaltenen Bauwerken gehört die Kreuzkapelle am Kreuzgang mit stämmiger Mittelsäule, die ein Kreuzgratgewölbe trägt, und die Tränen- und Engelskapelle, die beiden letzten der rings um das Kloster gelegenen Kapellen. Im nördlichen Kreuzgangflügel steht noch ein Bildpfeiler aus dem dritten Viertel des 12. Jahrhunderts mit Darstellungen der Übergabe der Schenkungsurkunde durch Herzog Eticho an die hl. Odilia (links), der Klosterweihe durch die Äbtissinnen Relindis und Herrad (rechts) und des hl. Bischofs Leodegar auf der Vorderseite.

## Sonnenuhr

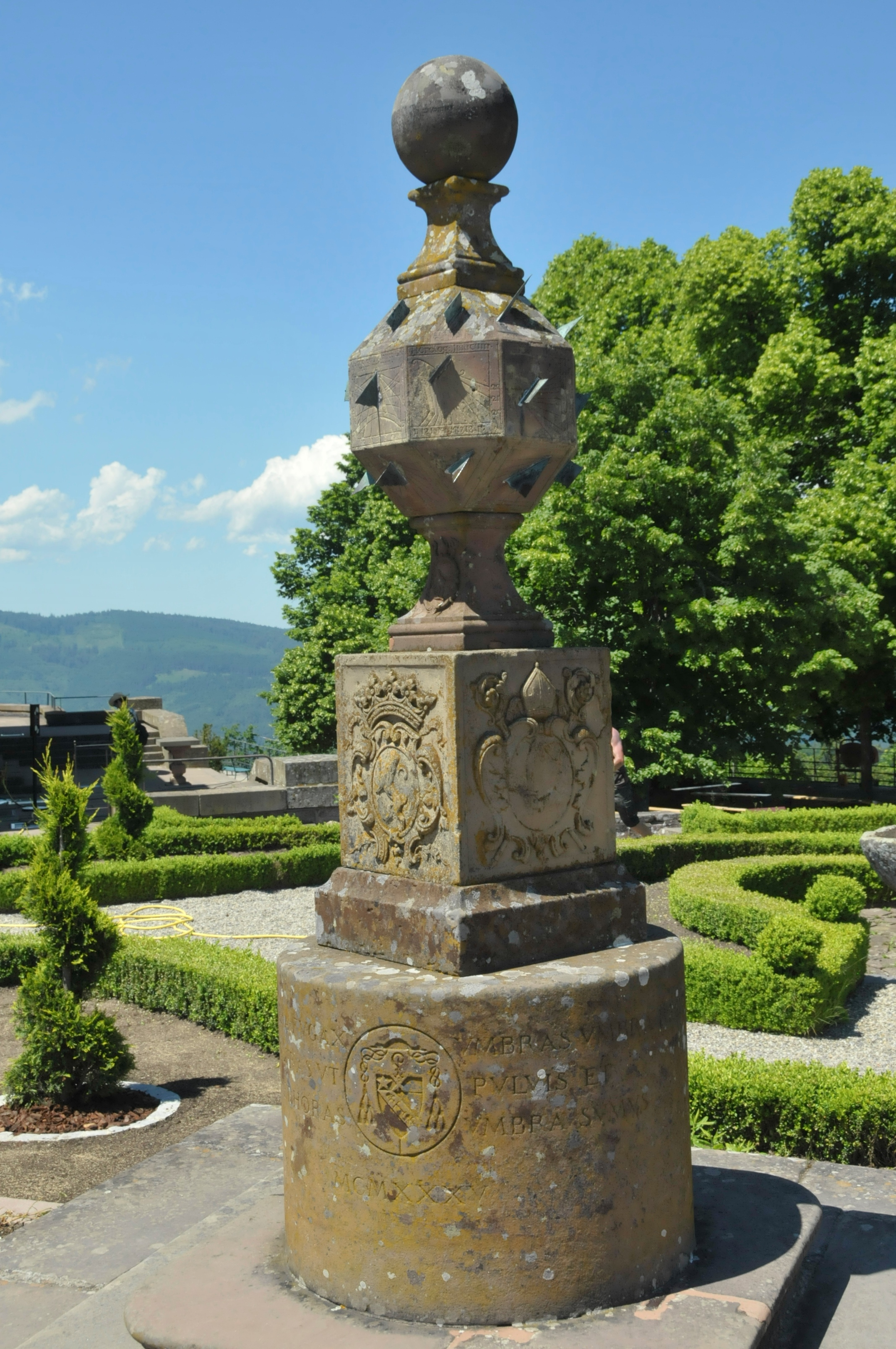
Sonnenuhr

Die Sonnenuhr wurde von den Mönchen der Zisterzienserabtei Neuburg im 18. Jahrhundert entworfen. Sie zeigt als weltweit einzigartige Besonderheit nicht nur die örtliche Sonnenzeit, sondern auch die italienische, babylonische, antike sowie die Zeiten verschiedener Regionen der Erde. Der Sockel der 1935 in der Abtei aufgestellten Uhr enthält auf einer Seite das Wappen von Monseigneur Ruch und auf der anderen Seite eine Inschrift in lateinischer Sprache, hier in Deutsch: „Du gehst vorwärts, so wie der weichende Schatten unsere Stunden anzeigt. Wir sind nur Staub und Schatten.“ Darunter das Datum der Verlegung auf den Odilienberg, 1935. Rückseitig die Herkunft der Sonnenuhr: „Aus den Ruinen der Abtei Neuburg“.

## Quelle
Unterhalb des Klosters entspringt in einer Felsgrotte eine Quelle, deren Ursprung auf die Heilige Odilie zurückgeführt wird. Der Sage nach schlug sie mit ihrem Wanderstab auf den Felsen, um einem Leprakranken zu helfen, der dort erschöpft ruhte. Dabei soll die Wunderquelle aus dem Felsen entsprungen sein. Die Quelle, deren Wasser die Heilung von Augenerkrankungen nachgesagt wird, trägt den Namen der Heiligen Odilie.

## Umgebung
Von der Terrasse des Klosters und von den Felsen am Südrand des Odilienberges ergeben sich Fernblicke in das Oberrheinische Tiefland und zu den Höhen des Schwarzwaldes.
Zu Füßen des Berges findet sich die Ruine des ebenfalls von Odilia gegründeten Klosters Niedermünster. Als Herberge für Wallfahrer diente auch das Kloster Truttenhausen.

## Fotogalerie

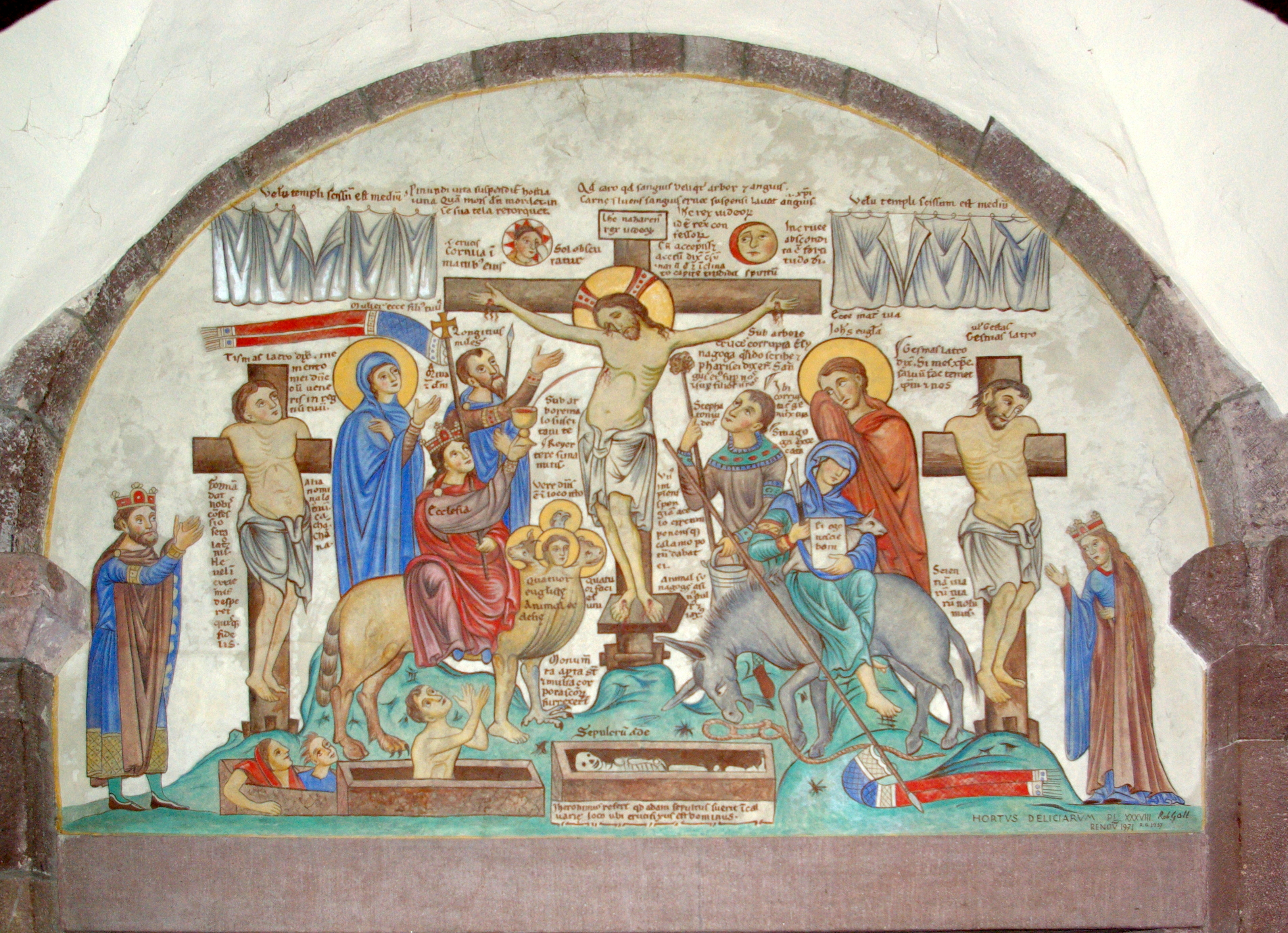
Wandgemälde der Kreuzigung Jesu im Kreuzgang
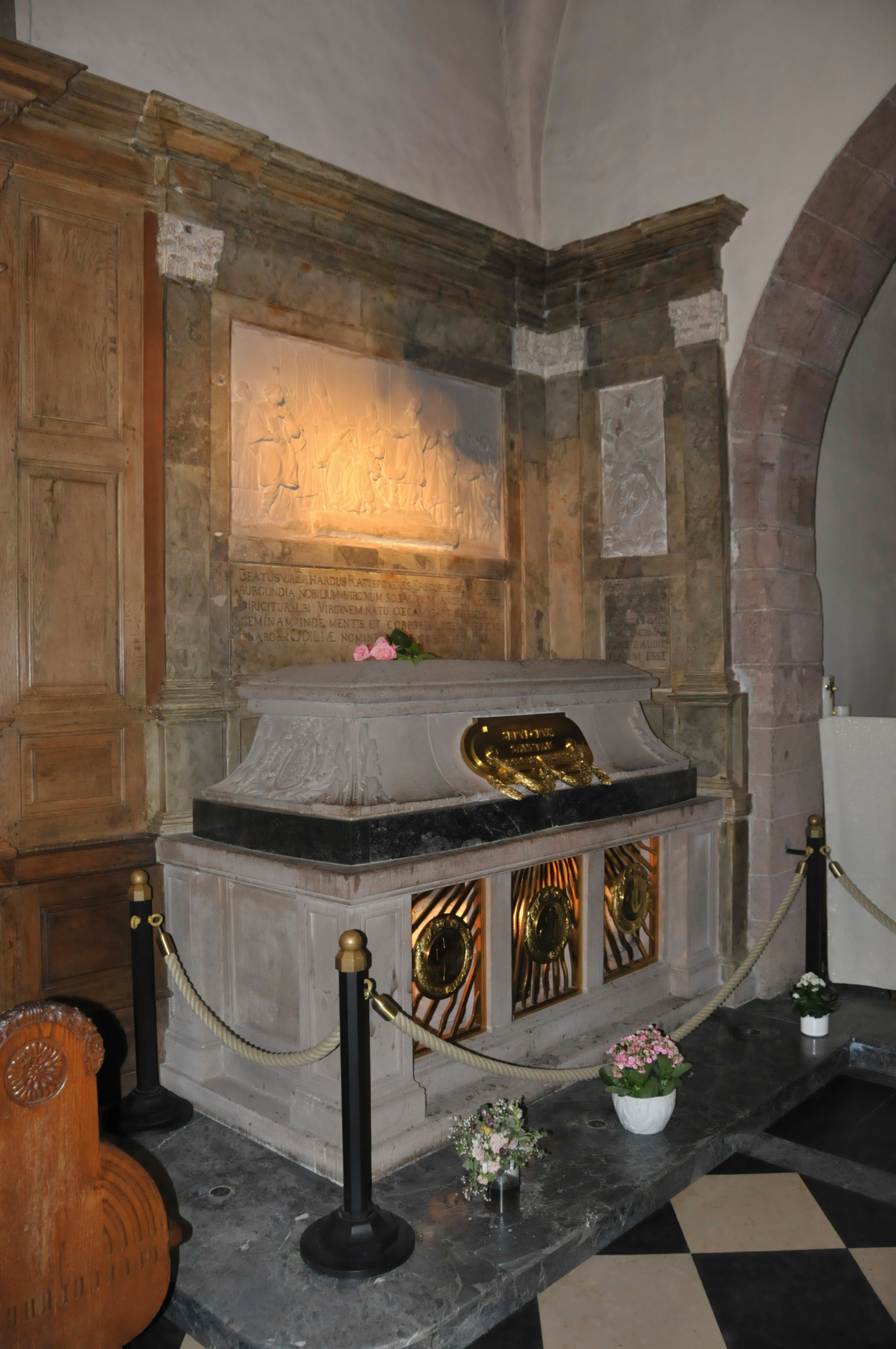
Sarkophag der heiligen Odilia in der Grabkapelle
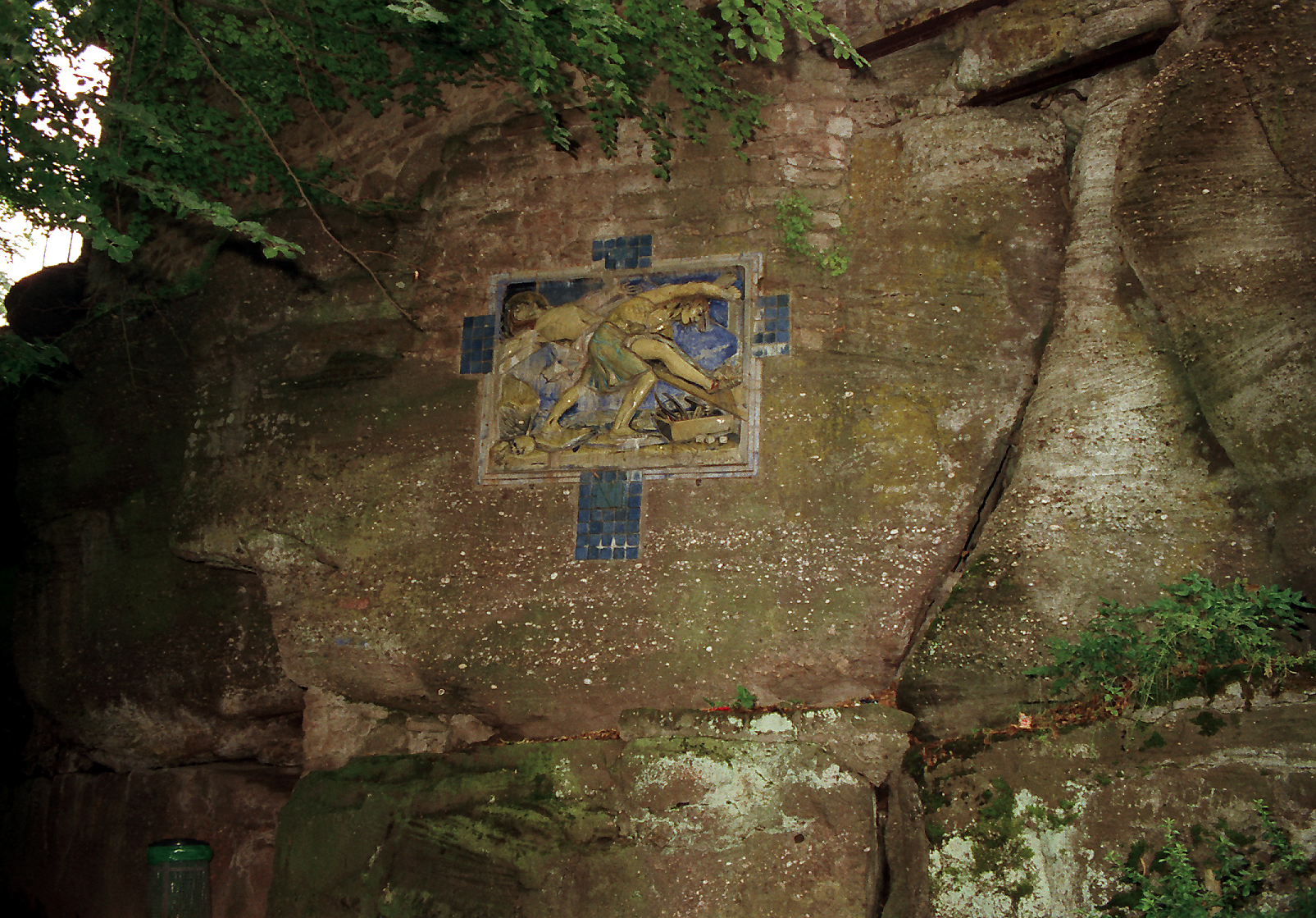
Station des Kreuzweges
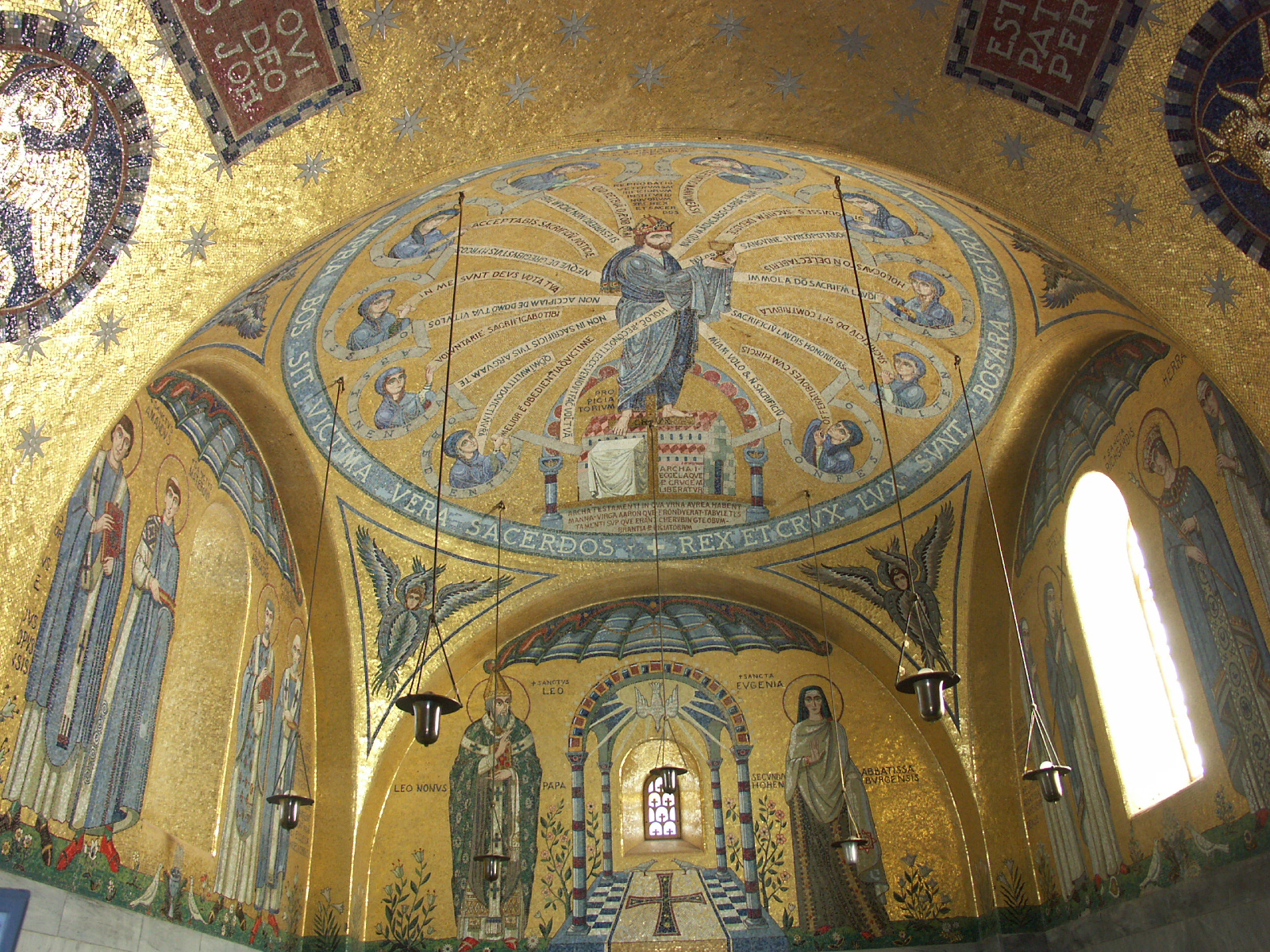
Mosaike in der Kapelle
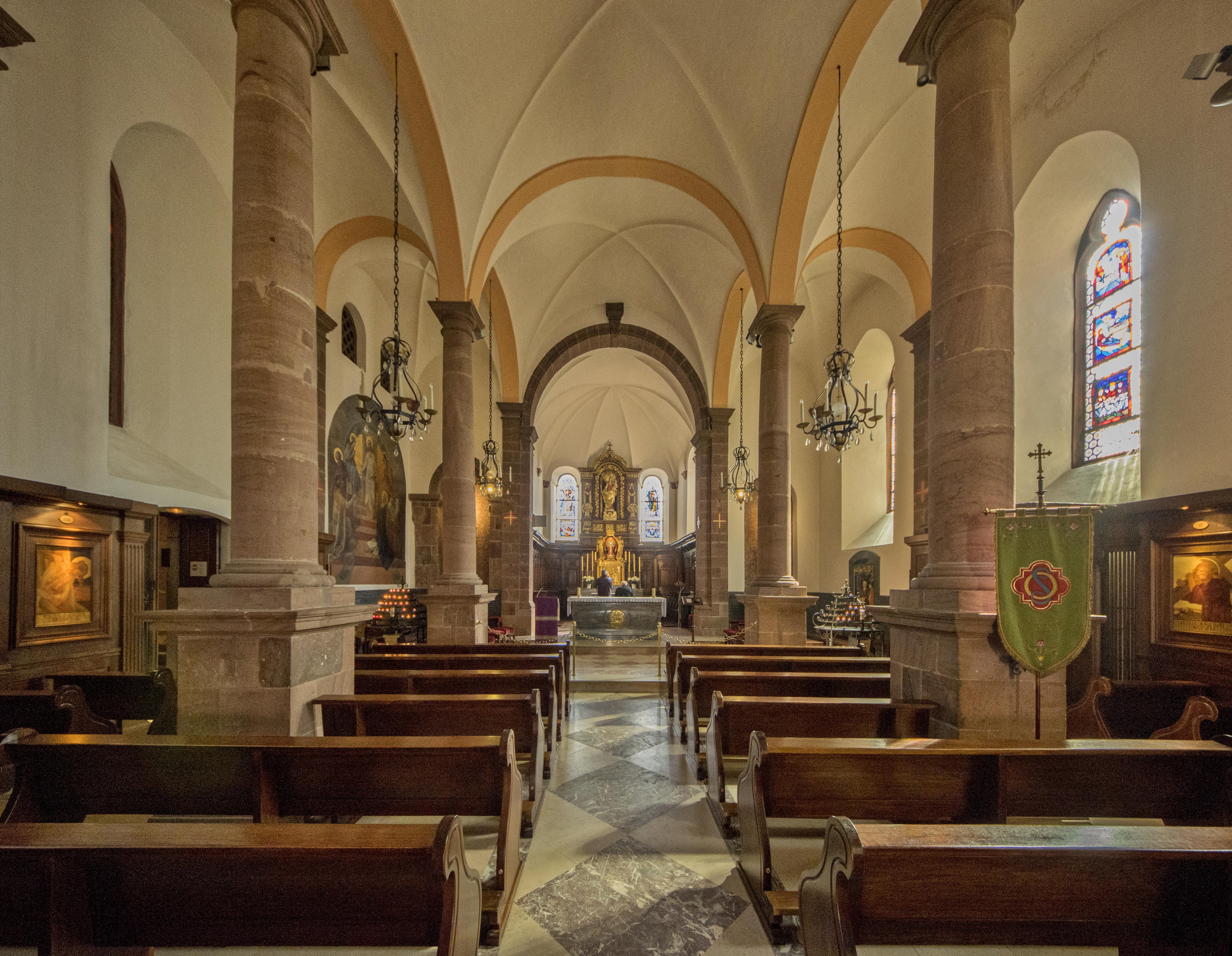
Innenansicht der Kirche